# جوليين إسكوديه
جوليين إسكوديه (بالفرنسية: Julien Escudé)‏، من مواليد 17 أغسطس 1979 في شارتريه في فرنسا، لاعب كرة قدم فرنسي.
بدأ مسيرته الكروية مع نادي كان في موسم 1998/1999، ولعب معهم 21 مباراة وسجل هدف واحد، وفي عام 1999 انتقل إلى نادي رين، ولعب معهم حتى عام 2003، وشارك معهم في 110 مباريات، وفي عام 2003 انتقل إلى نادي أياكس أمستردام الهولندي، ولعب معهم حتى عام 2006، وشارك معهم في 61 مباراة وسجل 6 أهداف، ومنذ عام 2006 وهو يلعب مع نادي إشبيلية الإسباني.
و قد بدأ باللعب مع منتخب فرنسا لكرة القدم في عام 2006.

## روابط خارجية
- جوليين إسكوديه على موقع الاتحاد الدولي (مؤرشف)  (الإنجليزية)
- جوليين إسكوديه على موقع الاتحاد الأوربي (الإنجليزية)
- جوليين إسكوديه على موقع اتحاد تركيا (لاعب) (الإنجليزية)
- جوليين إسكوديه على موقع رابطة كرة القدم الفرنسية للمحترفين (الإنجليزية)
- جوليين إسكوديه على موقع قاعدة بيانات كرة القدم.إي يو (الإنجليزية)
- جوليين إسكوديه على موقع ليكيب (الفرنسية)
- جوليين إسكوديه على موقع ناشيونال فوتبول تيمز (الإنجليزية)
- جوليين إسكوديه على موقع Soccerway.com (الإنجليزية)
- جوليين إسكوديه على موقع عالم كرة القدم.نت (الإنجليزية)